# Syneches miyamotoi
Syneches miyamotoi är en tvåvingeart som beskrevs av Saigusa 1964. Syneches miyamotoi ingår i släktet Syneches och familjen puckeldansflugor. Inga underarter finns listade i Catalogue of Life.